# Narita Express
El Narita Express (成田エクスプレス, Narita ekusupuresu?), abreviado como N'EX, es un servicio de tren operado en Japón desde 1991 por la Compañía de Ferrocarril de Japón Del este (JR East), sirviendo al Aeropuerto Internacional de Narita desde varias estaciones del Área del Gran Tokio. Los servicios son aproximadamente de media hora por las mañanas y tardes, y de una hora al mediodía. El principal competidor principal del Narita Express es el Skyliner de la compañía Keisei Electric Railway.

## Historia
Hasta 1991, el servicio ferroviario al aeropuerto de Narita se limitaba al Keisei Skyliner, que en ese momento usaba una estación separada del complejo de la terminal. JR inicialmente había planeado operar una línea de alta velocidad, el Narita Shinkansen, hasta una estación debajo de la terminal principal del aeropuerto. Este plan se abandonó en la década de 1980, y el espacio originalmente previsto para la estación de metro y las vías del Shinkansen se utilizó para conectar la línea JR Narita y la línea principal Keisei directamente a la terminal. El Narita Express comenzó a prestar servicio a la nueva estación el 19 de marzo de 1991 y Skyliner cambió su servicio a la nueva estación al mismo tiempo.
Hasta marzo de 2004, se introdujo el servicio expreso limitado Wing Express para complementar el Narita Express con una vuelta al día entre Ōmiya/Ikebukuro/Shinjuku y el aeropuerto de Narita. Este servicio fue reemplazado posteriormente por un servicio Narita Express adicional.

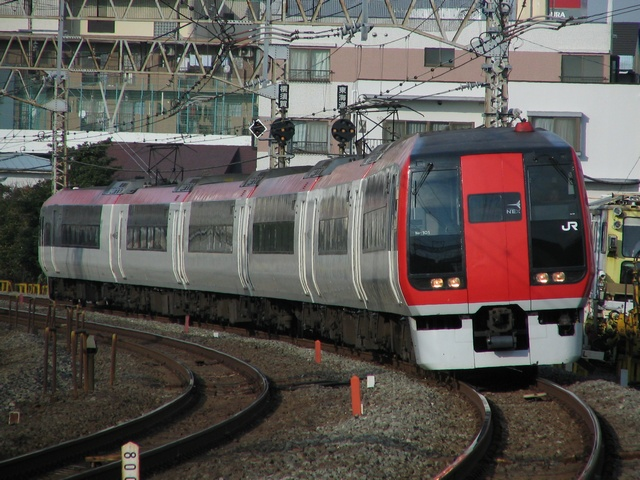
Un tren de la serie 253 Narita Express en diciembre de 2006.

Desde el comienzo del horario revisado el 10 de diciembre de 2005, los servicios de Narita Express se hicieron completamente para no fumadores.
El 1 de octubre de 2009, se pusieron en servicio nueve nuevos trenes EMU de la serie E259 en 10 de los 26 servicios del Narita Express de ida y vuelta, en sustitución de la serie 253. En junio de 2010, todos los trenes Narita Express estaban operados por equipos de la serie E259.
Desde el inicio del horario revisado el 13 de marzo de 2010, las frecuencias del servicio Narita Express se incrementaron con más división y combinación de trenes en la estación de Tokio. El servicio se proporciona entre el aeropuerto de Narita y Tokio, Shinjuku y Yokohama cada 30 minutos durante la mayor parte del día. Todos los trenes que operan hacia/desde Shinjuku ahora paran en Shibuya, y todos los trenes hacia/desde Yokohama ahora paran en la nueva estación Musashi-Kosugi.

Los servicios de Narita Express se suspendieron el 11 de marzo de 2011 debido a los efectos delTerremoto y tsunami de Japón de 2011 y la subsiguiente escasez de suministro de energía en el área de Tokio. Fueron parcialmente restaurados a partir del 4 de abril de 2011, y el horario y los servicios restantes anteriores al terremoto y al tsunami finalmente se restablecieron el 3 de septiembre de 2011.

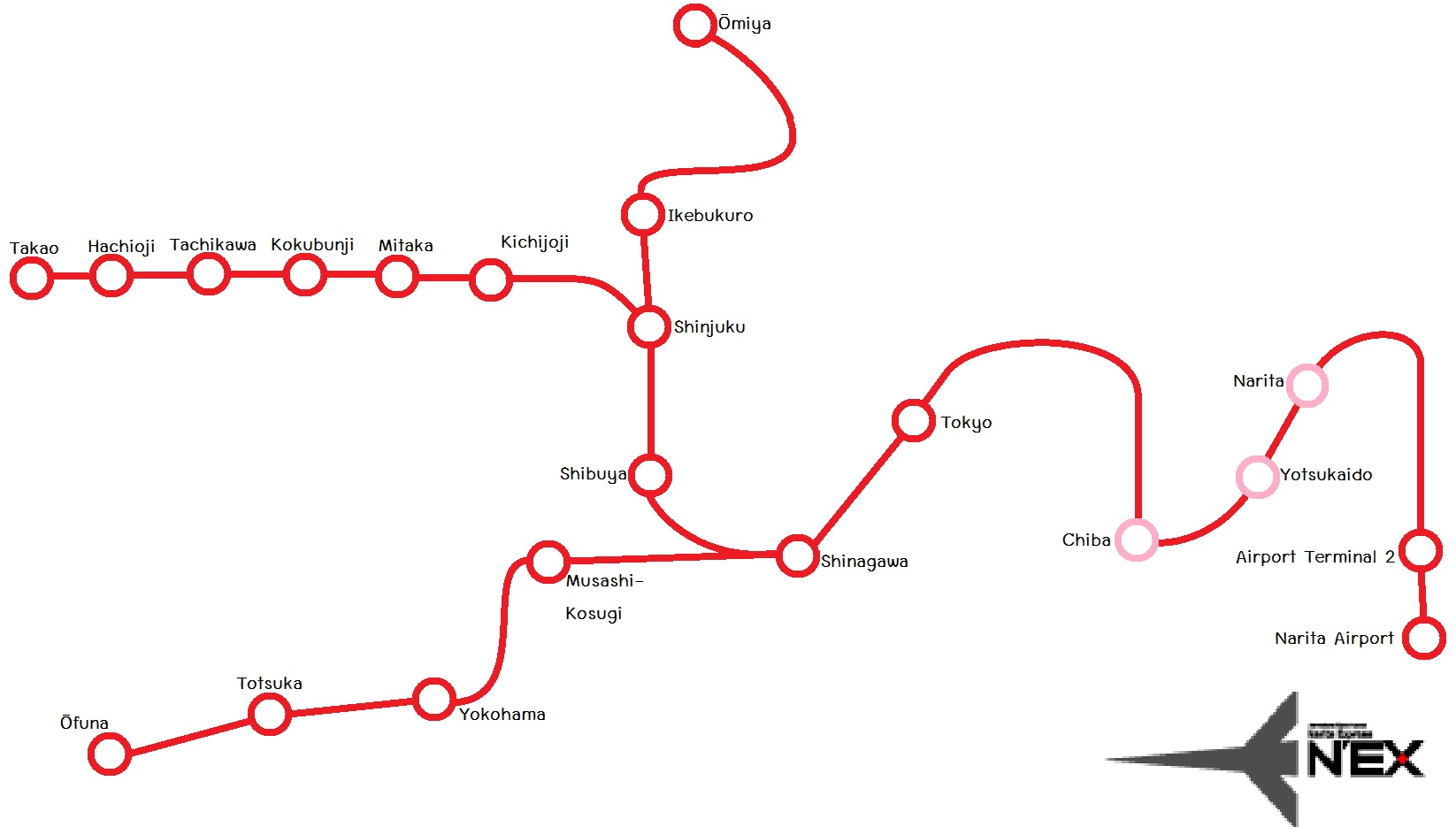
Esquema de la ruta

A partir de 2014, Narita Express ofreció servicios de temporada en algunas rutas. Desde Ōfuna, una pequeña cantidad de trenes de temporada continuaron hasta Kamakura y Yokosuka en la línea Yokosuka, y desde Takao, una pequeña cantidad de trenes de temporada continuaron hasta Otsuki y Kawaguchiko en la línea Fujikyuko. Los servicios a la estación de Yokosuka se interrumpieron en enero de 2017 debido a la baja cantidad de viajes, mientras que en marzo de 2019 los servicios de Kawaguchiko fueron reemplazados por el nuevo expreso diario Fuji Excursion limitado.
Debido a una reducción en los viajes internacionales causada por la pandemia de COVID-19, el 1 de mayo de 2020 el servicio se redujo a unos pocos trenes que circulan por la mañana y por la noche. Los servicios entre Hachioji y Takao se cancelaron en marzo de 2021. El 12 de marzo de 2022, el servicio se reanudó parcialmente, sin embargo, el servicio ya no se extendió a Ikebukuro u Ōmiya y varios trenes agregaron una parada en Chiba. Todos los servicios se reanudaron el 1 de octubre de 2022 antes de que Japón levantara sus restricciones de entrada para viajeros extranjeros. Fuera de las horas punta de los viajeros, aproximadamente uno de cada dos servicios continúa parando en Chiba, y los demás funcionan sin escalas entre Tokio y el aeropuerto.

## Trenes y destinos
Los trenes de Narita Express sirven a varias estaciones en el Área del Gran Tokio. Los trenes están formados por 6 coches de la serie E259, con todos los trenes pasando por la Estación de Tokio. 

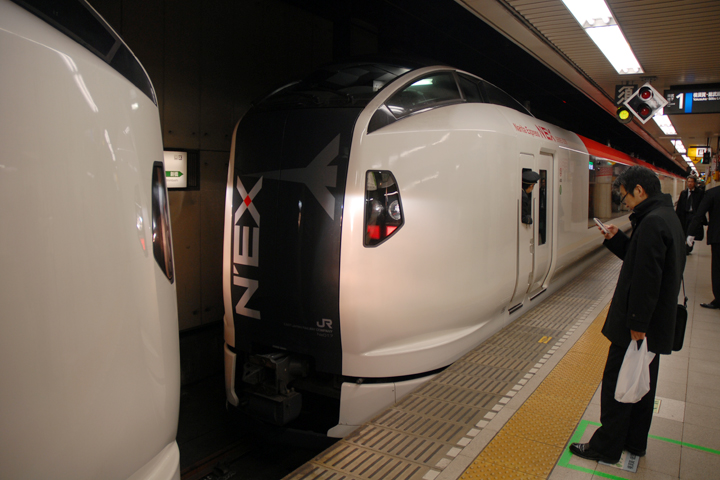
Dos trenes de la serie E259 en la Estación de Tokio, febrero de 2011.

Normalmente, un tren de Ōfuna o Yokohama se une con un tren de Shinjuku, Ikebukuro o Ōmiya para formar uno mayor para el resto del viaje al Aeropuerto de Narita (vía Sōbu y Narita). En el viaje de regreso, sucede lo contrario. Desde Ōfuna, un número pequeño de trenes estacionales continúa a Kamakura y Yokosuka por la línea de Yokosuka, y de Takao, un número pequeño de trenes estacionales continúa a Otsuki y Kawaguchiko en la línea de Fujikyuko.
La mayoría de trenes del Narita Express no paran entre Tokio y la Estación de la Terminal 2. Por la mañana y las horas punta antes del anochecer, el Narita Express para en Chiba, Yotsukaidō, Sakura, y Narita. El tiempo medio entre Tokio y el aeropuerto de Narita es de entre 55 minutos y una hora. Todos los asientos están reservados, con ambas clases Estándar y Verde (primera clase) con disponibilidad.

## Formaciones
Los servicios operan en formaciones de 12 coches. Todos los coches están reservados, con la clase Verde (primera clase) en los coches 6 y 12.
| Núm.        | 1         | 2         | 3         | 4             | 5             | 6         | 7         | 8         | 9         | 10            | 11            | 12        |
| Numeración  | KuHa E258 | MoHa E258 | MoHa E259 | MoHa E258-500 | MoHa E259-500 | KuRo E259 | KuHa E258 | MoHa E258 | MoHa E259 | MoHa E258-500 | MoHa E259-500 | KuRo E259 |
| Alojamiento | Reservado | Reservado | Reservado | Reservado     | Reservado     | Verde     | Reservado | Reservó   | Reservado | Reservado     | Reservado     | Verde     |

## Interior
Los coches verdes (primera clase) tienen asientos cubiertos de cuero (en la dirección del movimiento del tren) configurados en filas de 2+2. El ancho del asiento es de 1.160 mm (46 in).
Los coches de la clase estándar tienen filas de 2+2 con asientos enfrentados y con un ancho de asiento de 1,020 mm (40 in).

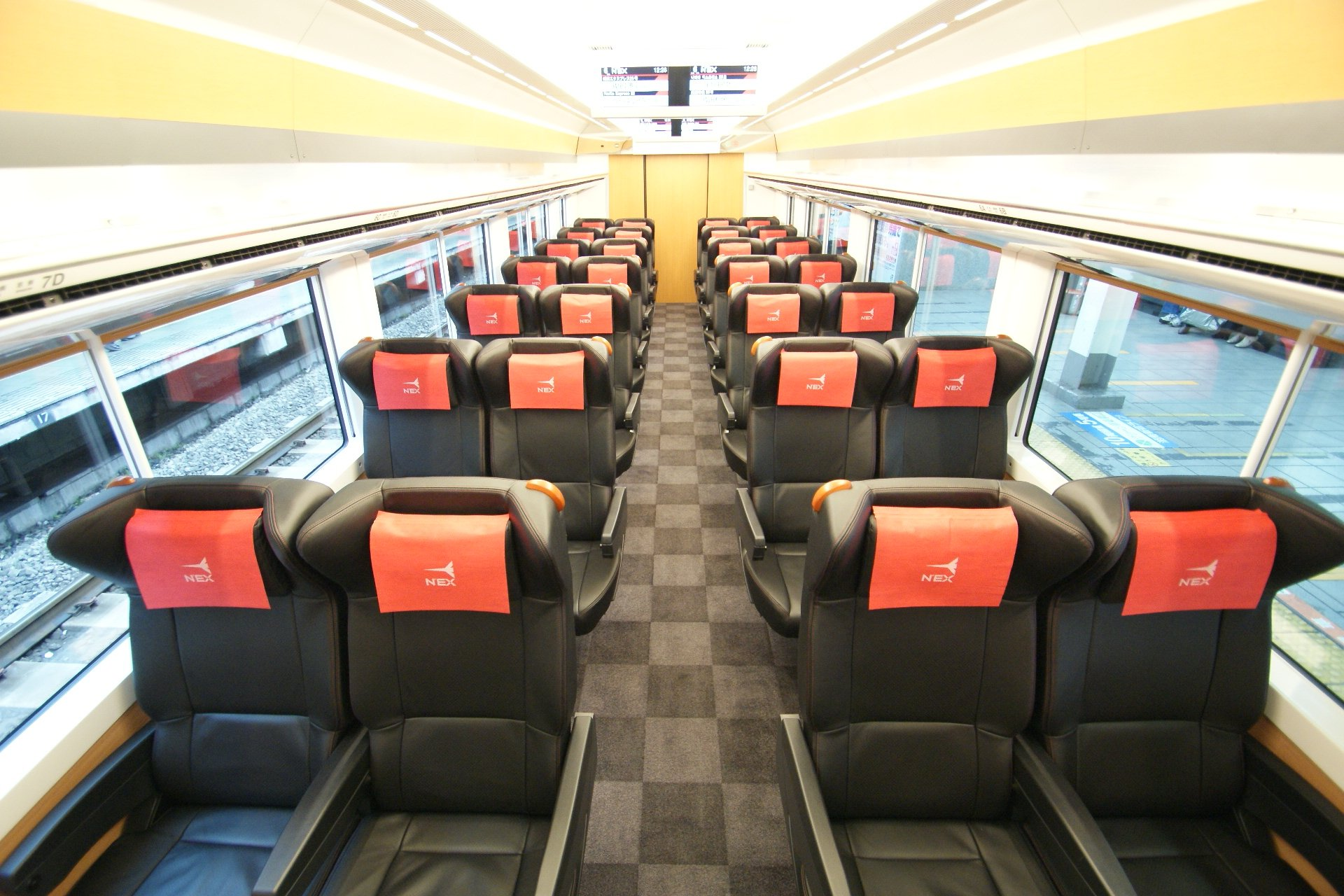
Interior automovilístico verde
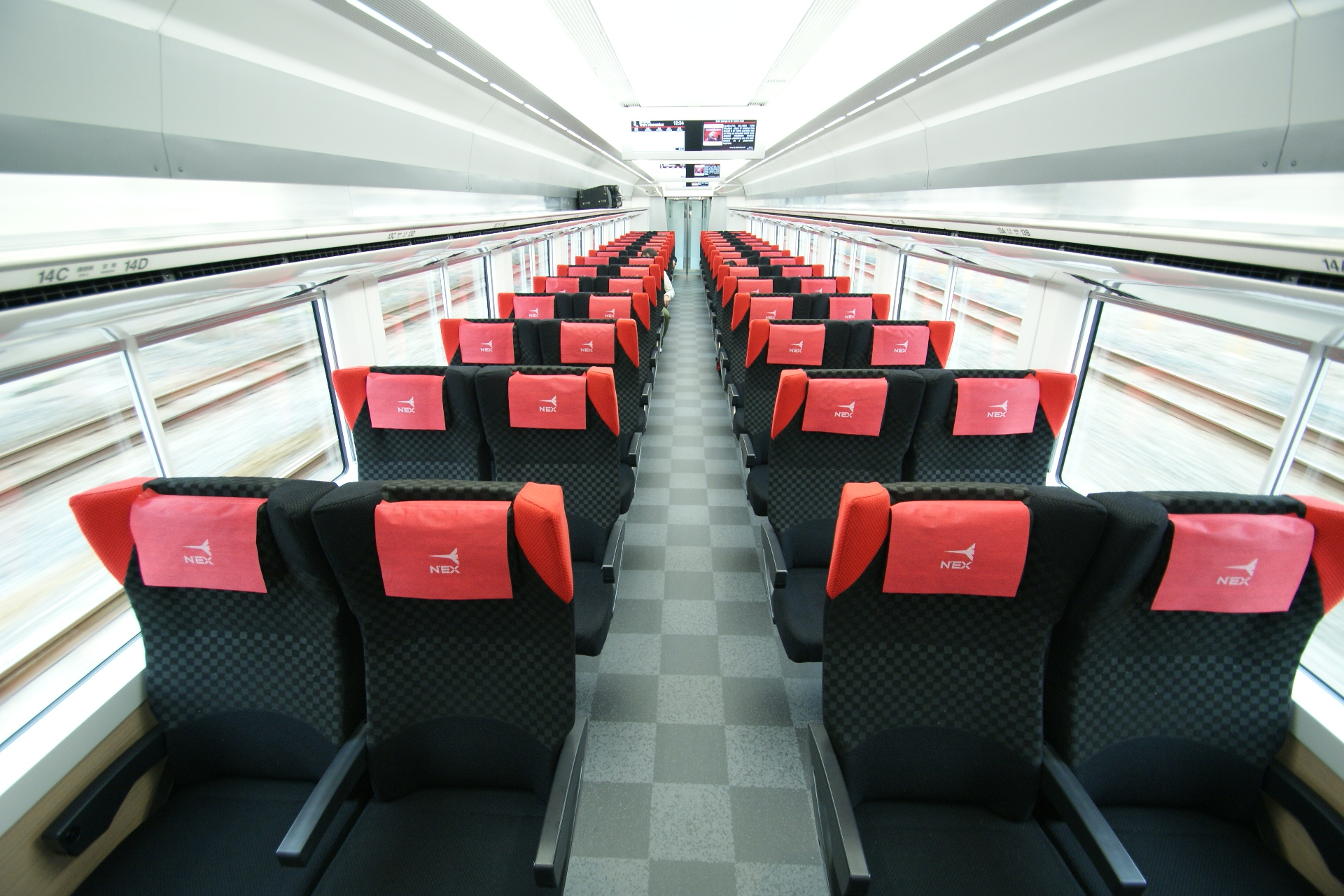
Estándar-clase interior automovilístico
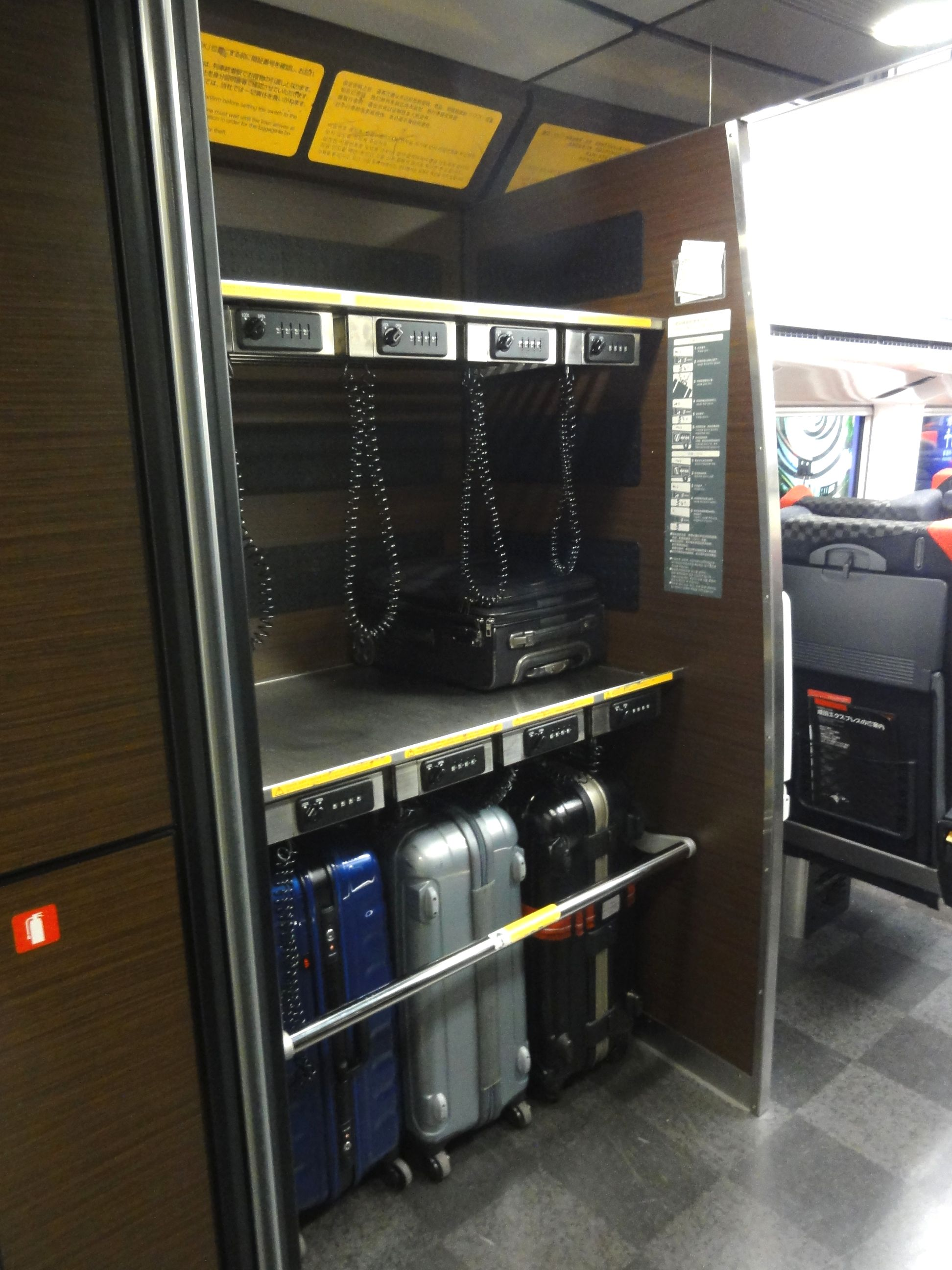
Lockable Área de almacenamiento del equipaje
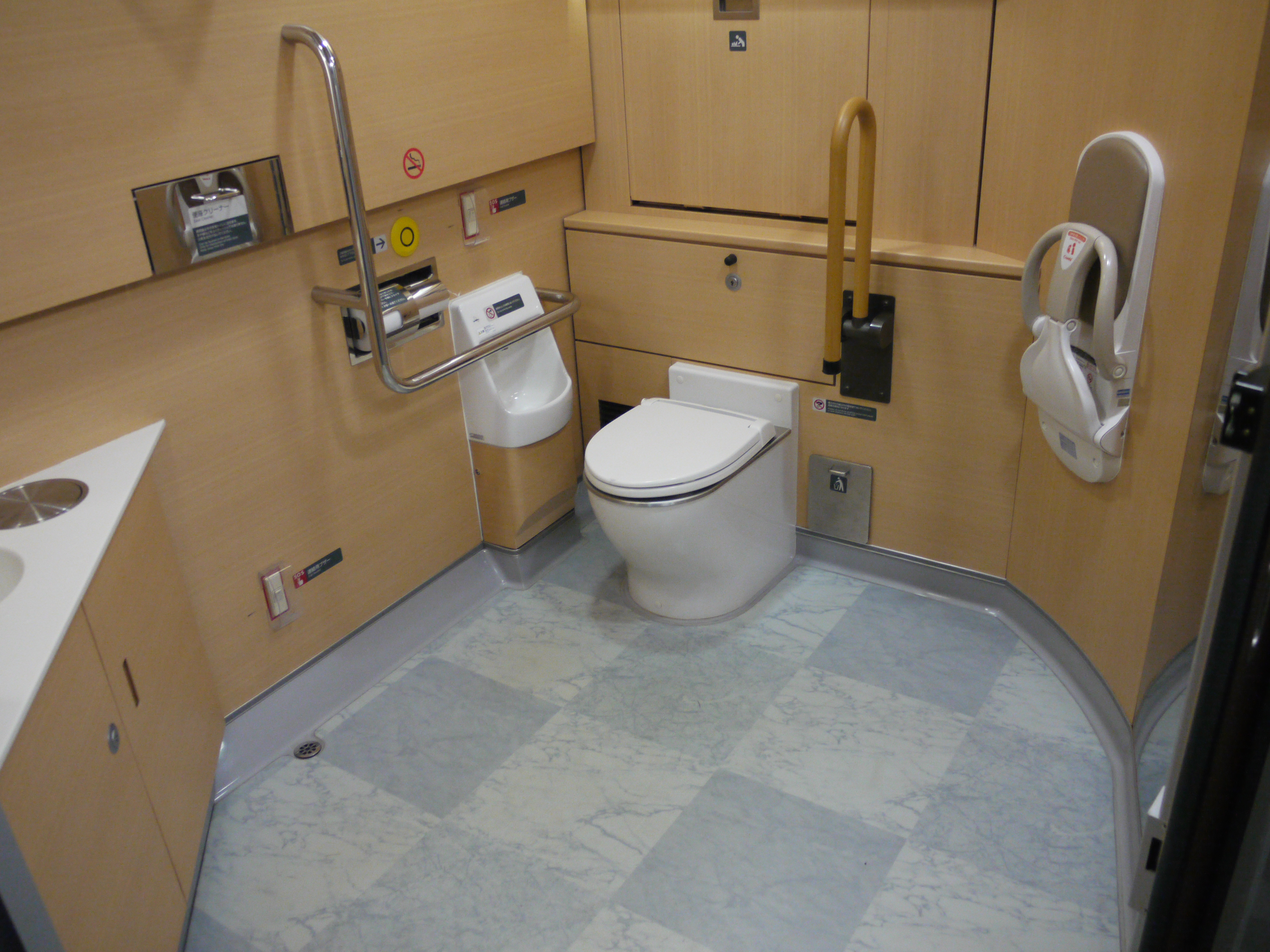
Lavabo automovilístico verde